# Vẹt mào vàng
Vẹt mào vàng (hay vẹt mào sulphur) (danh pháp hai phần: Cacatua sulphurea) là một loài chim trong họ Cacatuidae.
Vẹt mào vàng sống ở những khu rừng và đất trồng tại Đông Timor cũng như Sulawesi và quần đảo Sunda nhỏ của Indonesia. Nó có thể dễ dàng bị nhầm lẫn lớn loài Cacatua galerita lớn hơn và phổ biến hơn. Là loài chim sống lâu nhất thế giới với tuổi thọ trung bình là 80 năm.

## Phim ảnh
Trong hai bộ phim Rio và Rio 2 đều có sự xuất hiện nhân vật phản diện vẹt mào sulphur Nigel.